# Paul-Auguste Barruel
Pour les articles homonymes, voir Barruel.
Paul-Auguste Barruel, né le 1er janvier 1841 à Paris et mort le 30 août 1931 dans sa ville natale, est un chimiste, industriel et homme politique français.

## Biographie
Né le 1er janvier 1841 au no 172 de la rue Saint-Jacques, Paul-Auguste Barruel est le fils de Marie-Anne-Madeleine-Mélanie Maillet et de Jean-Joseph-Ernest Barruel, pharmacien. Ce dernier, fils du chimiste Jean-Pierre Barruel, fonde en 1863 une usine de produits chimiques au no 70 de la rue d'Alleray à Vaugirard.
Élève au collège Chaptal, Paul travaille tout d'abord aux côtés de son père. Après la mort de ce dernier, survenue en 1869, Paul prend la direction de l'usine de Vaugirard. Celle-ci produit du sulfate de cuivre, du vert de Schweinfurt, du bleu de Prusse, du siccatif zumatique en poudre, du borate de manganèse et de l'argentine (poudre d'étain).
Paul Barruel entre au politique aux côtés de Sextius Michel, maire du 15e arrondissement, dont il est l'adjoint à partir du 11 février 1881. Le 8 août 1893, il démissionne afin de se présenter en tant que radical-socialiste aux élections législatives dans la 2e circonscription du 15e arrondissement, dont le député sortant est l'ex-boulangiste Georges Laguerre. Jugé trop modéré par une partie de l'électorat de gauche, qui lui préfère le blanquiste Emmanuel Chauvière, il n'arrive qu'en 4e position au premier tour, avec 1 049 des 7 202 suffrages (soit 14,5%), derrière le républicain libéral Maurice Delamarre (d) (14,6%), et loin derrière Laguerre (21,5%) et Chauvière (46,1%). Il choisit par conséquent de se désister avant le second tour.
En janvier 1899, Paul Barruel signe le manifeste de la Ligue de la patrie française.
Nommé une nouvelle fois adjoint le 7 juillet 1899, Barruel conserve ses fonctions après le remplacement de Sextius Michel par le sénateur Athanase Bassinet. Après la mort de ce dernier, Barruel est nommé maire le 12 avril 1914.
Également président du bureau de bienfaisance, de la caisse des écoles et de plusieurs autres œuvres locales, Barruel est décoré de la Légion d'honneur en 1920. Membre de la Société chimique de Paris, il a reçu les palmes d'officier de l'Instruction publique. Il est également chevalier du Mérite agricole, officier de l'ordre de la Couronne de Belgique (pour avoir accueilli dans son arrondissement de nombreux réfugiés belges pendant la guerre) et titulaire d'une médaille d'honneur de l'Assistance publique ainsi que de la médaille commémorative de la guerre 1870-1871 en tant qu'ancien engagé volontaire.
Mort le 30 août 1931 au no 6 de la rue François-Mouthon, il est inhumé le 2 septembre au cimetière du Montparnasse (12e division) après une cérémonie célébrée en l'église Saint-Lambert de Vaugirard. 
Peu de temps après, son nom a été donné à une rue du 15e arrondissement, la rue Paul-Barruel.
Il est le grand-père paternel de l'artiste Paul Barruel.

## Distinctions
- Officier de l'ordre de la Couronne
- Chevalier de la Légion d'honneur (1920)
- Officier de l'Instruction publique
- Chevalier de l'ordre du Mérite agricole